# آوریل مان
آوریل مان (انگلیسی: April Mann؛ زادهٔ ۲۱ آوریل ۱۹۷۸) بازیکن فوتبال اهل استرالیا است.

وی همچنین در تیم ملی فوتبال زنان استرالیا بازی کرده‌است.